# پوتو (باغ‌ملک)
پوتو یک روستا در ایران است که در دهستان سرله شهرستان باغ‌ملک واقع شده‌است. پوتو ۵۷۹ نفر جمعیت دارد.

## جاذبه ها
پوتو یکی از مناطق زیبا و گردشگری باغملک و خوزستان است که دارای یک رود آب شیرین و درخت های مختلف از جمله بلوط انجیر، بن و کلخونگ است. این روستا هر ساله به خصوص در فصل بهار و تابستان میزبان هزاران نفر از سراسر خوزستان و بعضا ایران میباشد.